# Bleskolksingel
De Bleskolksingel in Almelo is een noordelijk onderdeel van de Ring Almelo.
De singel ligt vlak bij de plas Bleskolk. Opvallend is de Armeens-Apostolische Kerk met daarnaast het genocide monument. Rondom de singel liggen de bedrijventerreinen Turfkades A - E. Tot de omlegging van de N349 was de Bleskolksingel onderdeel van de N349 en daarvoor nog tot de opening van de N36 tussen Vriezenveen en Wierden onderdeel van de N36.